# Natação no Campeonato Europeu de Esportes Aquáticos de 2016 - 400 m livre feminino
A prova dos 400 metros livre feminino da natação no Campeonato Europeu de Esportes Aquáticos de 2016 ocorreu no dia 22 de maio em Londres, no Reino Unido. 

## Calendário
| Fase          | Data       | Hora  |
| ------------- | ---------- | ----- |
| Eliminatórias | 22 de maio | 09:00 |
| Final         | 22 de maio | 16:57 |

Todos os horários estão no horário local (UTC+0)

## Recordes
Antes desta competição, os recordes eram os seguintes:
| Recorde mundial       | Katie Ledecky       | 3:58.37 | Gold Coast | 23 de agosto de 2014 |
| Recorde europeu       | Federica Pellegrini | 3:59.15 | Roma       | 26 de julho de 2009  |
| Recorde do campeonato | Federica Pellegrini | 4:01.53 | Eindhoven  | 24 de março de 2008  |

## Medalhistas
| Ouro                 | Prata               | Bronze                |
| Boglárka Kapás (HUN) | Jazmin Carlin (GBR) | Mireia Belmonte (ESP) |

## Resultados

### Eliminatórias
Esses foram os resultados das eliminatórias. 
| Pos. | Bateria | Raia | Nadadora              | Nacionalidade        | Tempo   | Notas |
| ---- | ------- | ---- | --------------------- | -------------------- | ------- | ----- |
| 1    | 4       | 2    | Martina De Memme      | Itália               | 4:09.36 | Q     |
| 2    | 5       | 5    | Mireia Belmonte       | Espanha              | 4:09.60 | Q     |
| 3    | 5       | 3    | Boglárka Kapás        | Hungria              | 4:09.80 | Q     |
| 4    | 5       | 6    | Melani Costa          | Espanha              | 4:10.00 | Q     |
| 5    | 4       | 5    | Diletta Carli         | Itália               | 4:10.25 | Q     |
| 6    | 4       | 4    | Jazmin Carlin         | Reino Unido          | 4:10.78 | Q     |
| 7    | 5       | 4    | Sharon van Rouwendaal | Países Baixos        | 4:12.08 | Q     |
| 8    | 5       | 1    | Camilla Hattersley    | Reino Unido          | 4:12.26 | Q     |
| 9    | 5       | 7    | Hannah Miley          | Reino Unido          | 4:13.09 |       |
| 10   | 4       | 6    | Ajna Késely           | Hungria              | 4:13.13 |       |
| 11   | 3       | 4    | María Vilas           | Espanha              | 4:13.62 |       |
| 12   | 5       | 9    | Antonia Massone       | Alemanha             | 4:13.64 |       |
| 13   | 3       | 3    | Paula Żukowska        | Polónia              | 4:14.46 |       |
| 14   | 4       | 3    | Alice Mizzau          | Itália               | 4:14.79 |       |
| 15   | 4       | 9    | Julia Hassler         | Liechtenstein        | 4:14.96 |       |
| 16   | 4       | 7    | Ellie Faulkner        | Reino Unido          | 4:15.14 |       |
| 17   | 5       | 8    | Tjasa Oder            | Eslovênia            | 4:15.83 |       |
| 18   | 4       | 1    | Fantine Lesaffre      | França               | 4:16.39 |       |
| 19   | 4       | 0    | Diana Duraes          | Portugal             | 4:16.45 |       |
| 20   | 3       | 7    | Henriette Stenkvist   | Suécia               | 4:16.75 |       |
| 21   | 2       | 6    | Tereza Závadová       | Chéquia              | 4:16.80 |       |
| 22   | 5       | 0    | Gaja Natlačen         | Eslovênia            | 4:16.88 |       |
| 23   | 3       | 5    | Andrea Kneppers       | Países Baixos        | 4:16.94 |       |
| 24   | 2       | 5    | Valentine Dumont      | Bélgica              | 4:17.11 |       |
| 25   | 2       | 7    | Nika Petrič           | Eslovênia            | 4:18.01 |       |
| 26   | 3       | 9    | Barbora Závadová      | Chéquia              | 4:18.57 |       |
| 27   | 2       | 1    | Marte Løvberg         | Noruega              | 4:19.28 |       |
| 28   | 4       | 8    | Esmee Vermeulen       | Países Baixos        | 4:19.80 |       |
| 29   | 3       | 1    | Milena Karpisz        | Polónia              | 4:20.15 |       |
| 30   | 1       | 4    | Jaqueline Hippi       | Suécia               | 4:21.29 |       |
| 31   | 3       | 2    | Monika Czerniak       | Polónia              | 4:22.29 |       |
| 32   | 2       | 3    | Martina Elhenická     | Chéquia              | 4:22.89 |       |
| 33   | 3       | 8    | Paulina Piechota      | Polónia              | 4:23.41 |       |
| 34   | 2       | 2    | Aino Otava            | Finlândia            | 4:24.11 |       |
| 35   | 2       | 8    | Anniina Ala-Seppälä   | Finlândia            | 4:26.98 |       |
| 36   | 1       | 3    | Sara Lettoli          | San Marino           | 4:27.20 |       |
| 37   | 2       | 9    | Elena Giovannini      | San Marino           | 4:27.75 |       |
| 38   | 3       | 0    | Claudia Hufnagl       | Áustria              | 4:27.83 |       |
| 39   | 1       | 5    | Nejla Karić           | Bósnia e Herzegovina | 4:28.62 |       |
| 40   | 2       | 0    | Sara Nysted           | Ilhas Feroé          | 4:32.65 |       |
| 41   | 2       | 4    | Laura Lajunen         | Finlândia            | DNS     |       |
| 41   | 3       | 6    | Sycerika McMahon      | Irlanda              | DNS     |       |
| 41   | 5       | 2    | Anja Klinar           | Eslovênia            | DNS     |       |

### Final
Esse foi o resultado da final. 
| Pos.              | Raia | Nadadora              | Nacionalidade | Tempo   | Notas |
| ----------------- | ---- | --------------------- | ------------- | ------- | ----- |
| Medalha de ouro   | 3    | Boglárka Kapás        | Hungria       | 4:03.47 |       |
| Medalha de prata  | 7    | Jazmin Carlin         | Reino Unido   | 4:04.85 |       |
| Medalha de bronze | 5    | Mireia Belmonte       | Espanha       | 4:06.89 |       |
| 4                 | 4    | Martina De Memme      | Itália        | 4:08.19 |       |
| 5                 | 6    | Melani Costa          | Espanha       | 4:09.10 |       |
| 6                 | 1    | Sharon van Rouwendaal | Países Baixos | 4:09.50 |       |
| 7                 | 2    | Diletta Carli         | Itália        | 4:09.51 |       |
| 7                 | 8    | Camilla Hattersley    | Reino Unido   | 4:09.51 |       |

Legenda
| Recorde mundial       | Recorde mundial (World record)               |                       | Recorde africano                      | Recorde africano (African) |                                           | Q | Classificado por posição (Qualified) |
| Recorde do campeonato | Recorde do campeonato (Championship record)  | Recorde da América    | Recorde da América (Americas)         | q                          | Classificado por melhor tempo (Qualified) |   |                                      |
| Melhor marca do ano   | Melhor marca do ano (World leading)          | Recorde asiático      | Recorde asiático (Asian)              | DNS                        | Não largou (Did not start)                |   |                                      |
| Recorde nacional      | Recorde nacional (National record)           | Recorde europeu       | Recorde europeu (European)            | DNF                        | Não terminou (Did not finish)             |   |                                      |
| Recorde pessoal       | Recorde pessoal do atleta (Personal best)    | Recorde da Oceania    | Recorde da Oceania (Oceania)          | DSQ / DQ                   | Desclassificado (Disqualified)            |   |                                      |
| Recorde da temporada  | Recorde da temporada do atleta (Season best) | Recorde sul-americano | Recorde sul-americano (South America) | NM                         | Sem marca (No mark)                       |   |                                      |